# غتمار الثالث
غتمار الثالث هو أسقف جيرونا [الإنجليزية] في الفترة (985 - 994) لا يبدو أن هناك أي وثائق تدعم تاريخ توليه إدارة الأسقفية حتى 3 حزيران 985، عندما ظهر في تبادل للأراضي في سوبريروكا ووقع بهذا اللقب. ومع ذلك، فمن المرجح جدًا أنه لم يستغرق وقتًا طويلاً حتى استقر في مكان إقامته بعد وفاة ميرو السيردوني [الإنجليزية] بفترة وجيزة. ويبدو أنه مشترك في تبرع قدمه كونت برشلونة بوريل إلى أسقفية فيك [الإنجليزية] في 4 كانون الثاني 987؛ والثانية في محاكمة أقامها نفس الكونت ومستشاروه بين هيلديسيند [الإنجليزية]، أسقف إيلنا ورئيس دير رودس [الإنجليزية]، وبنات رجل معين يدعى جيريبيرجا، الذي ادعى حقوقًا في بستان يُدعى "أوليفاريس". ذكر فرانسيسكو دياجو في تاريخ كونتات برشلونة القديمة، المكتبة. 2. ج.23. محاكمةً عُقدت في برشلونة ضد رجل يدعى ريكولف، الذي كان في حوزته عملة معدنية مزيفة. وقد تم الاستماع إلى هذه القضية في 28 آذار 990، أمام الكونت بوريل، أسقف برشلونة فيفيس وغتمار الثالث نفسه. وقد ضمَّن الكونت بوريل وصيته في عام 993، تاركًا منفذيها من مقاطعة جيرونا [الإنجليزية]، الأسقف جوتمار مع التعليق الملحوظ حول إرثه لكاتدرائية جيرونا:
ولتبق هدايا الكرسي الرسولي في جيروندا من نفس الأودات القادمة من لندن، أو لتبق العشور أو الباكورة لجسد القديس فيليكس.

## ملحوظات
1. ↑  Sembla haver-hi coincidència entre alguns estudiosos en la datació del seu període episcopal, però Ordeig l'allarga fins al 994, vegeu قالب:Citar ref

## الفهرس
- Merino, Antolín; de la Canal, José. «cap. 7». A: Enrique Flórez. España sagrada: Tratado LXXXI de la Santa Iglesia de Gerona en su estado antiguo. Madrid: Imprenta de Collado, 1819, p. 142-143 [Consulta: 12 desembre 2014].